# Universidade Temple
A Universidade Temple (em inglês:  Temple University) é uma universidade pública de pesquisa localizada na cidade da Filadélfia, na Pensilvânia, Estados Unidos. Foi fundada em 1884 pelo ministro batista Russell Conwell e sua congregação Igreja Batista da Graça da Filadélfia, então chamada de Templo Batista. Em 12 de maio de 1888, foi renomeada como Temple College of Philadelphia. Em 1907, a instituição revisou seu estatuto institucional e foi incorporada como uma universidade de pesquisa.
Em 2020, cerca de 37.289 alunos de graduação, pós-graduação e profissionais estavam matriculados na universidade. A Temple está entre os maiores fornecedores mundiais de educação profissional (direito, medicina, podologia, farmácia, odontologia, engenharia e arquitetura), preparando o maior corpo de profissionais da Pensilvânia.